# Patxi Peula
Patxi Peula, né le 1er juin 1988, est un patineur de vitesse espagnol.

## Palmarès

### Championnats du monde
- Médaille d'or en 10 000 m à point en 2017

### Championnats d'Europe
- Médaille d'or en 10 000 m à point en 2014
- Médaille d’or en 2019 course aux points sur route et au Sprint par équipe sur piste [1]

### autres compétitions
- Jeux mondiaux de 2017 à Wrocław (Pologne)
  -  Médaille de bronze en 20 000 m (route)
  -  Médaille de bronze en 10 000 m à point (route)